# جامع الحي الكبير
جامع الحي الكبير هو من مساجد العراق التاريخية الأثرية في محافظة واسط ويقع في قضاء الحي الذي يبعد عن مركز المحافظة بحوالي 49 كم جنوبا في السوق الكبير في محلة السراي، ولقد بني في عام 1218هـ/1803م، من قبل الدولة العثمانية، ولقد جرى ترميمه وإعادة بناؤه في عام 1386هـ/1966م، من قبل دائرة الأوقاف والشؤون الدينية، وتبلغ مساحته 624م2، ويحتوي الجامع على مصلى حرم واسع يتسع لأكثر من ألف مصل، وفيهِ منبر مصنوع من الخشب، وتعلوه منارة مئذنة أثرية ذات حوض واحد، ولقد اجريت عليه أعمال الصيانة والترميم في عام 1426هـ /2005م من قبل ديوان الوقف السني، وتقام فيهِ حالياً صلاة الجمعة وصلاة العيدين والصلوات الخمس المكتوبة.